# Marie von Reibnitz
Marie Sophie von Reibnitz (* 1993 als Marie Sophie Schmidt in Nürnberg) ist eine deutsche Schauspielerin.

## Leben
Nach der Schulausbildung verbrachte Marie von Reibnitz zunächst einen Auslandsaufenthalt in Kanada. Im Anschluss begann sie im Jahr 2014 eine Schauspielausbildung an der Zürcher Hochschule der Künste, die sie 2017 mit einem Masterstudiengang an der Bayerischen Theaterakademie August Everding fortsetzte. Während dieser Studienzeit verkörperte sie am Schlosstheater in Celle bereits die Kat in der Adaption des Romans Die Mitte der Welt von Andreas Steinhöfel und die Lady Milford in Friedrich Schillers Kabale und Liebe.
Marie von Reibnitz wirkte auch in einigen Fernsehproduktionen mit. Darunter befanden sich Auftritte in einigen Folgen der Serien Sisi und Der Pass. In der Episode Bruderliebe der Fernsehserie Die Bergretter spielte sie 2023 die Hauptfigur der Theresa Ritt. 2024 war sie ebenfalls in einer Hauptrolle als Tessa Grant in der Folge Frühstück bei Tessa der Fernsehreihe Rosamunde Pilcher zu sehen.

## Filmografie (Auswahl)
- 2020: Toni, männlich, Hebamme (Fernsehreihe) – Eine runde Sache als Marie Sophie Schmidt
- 2021–2023: Sisi (Fernsehserie) – 3 Folgen
- 2022: Der Pass (Fernsehserie) – 4 Folgen
- 2023: Die Bergretter (Fernsehserie) – Bruderliebe
- 2024: Rosamunde Pilcher (Fernsehreihe) – Frühstück bei Tessa